# Ay-sur-Moselle
Ay-sur-Moselle és un municipi francès, situat al departament del Mosel·la i a la regió del Gran Est. L'any 2007 tenia 1.558 habitants.

## Demografia

### Població
El 2007 la població de fet d'Ay-sur-Moselle era de 1.558 persones. Hi havia 554 famílies, de les quals 84 eren unipersonals (28 homes vivint sols i 56 dones vivint soles), 165 parelles sense fills, 269 parelles amb fills i 36 famílies monoparentals amb fills.
La població ha evolucionat segons el següent gràfic:
Habitants censats

### Habitatges
El 2007 hi havia 603 habitatges, 573 eren l'habitatge principal de la família, 2 eren segones residències i 28 estaven desocupats. 520 eren cases i 83 eren apartaments. Dels 573 habitatges principals, 480 estaven ocupats pels seus propietaris, 81 estaven llogats i ocupats pels llogaters i 12 estaven cedits a títol gratuït; 2 tenien una cambra, 4 en tenien dues, 33 en tenien tres, 121 en tenien quatre i 413 en tenien cinc o més. 513 habitatges disposaven pel capbaix d'una plaça de pàrquing. A 199 habitatges hi havia un automòbil i a 335 n'hi havia dos o més.

### Piràmide de població
La piràmide de població per edats i sexe el 2009 era:
| Homes | Edats   | Dones |
| ----- | ------- | ----- |
| 0     | 95 o +  | 4     |
| 0     | 90 a 94 | 12    |
| 4     | 85 a 89 | 4     |
| 8     | 80 a 84 | 12    |
| 4     | 75 a 79 | 12    |
| 8     | 70 a 74 | 20    |
| 48    | 65 a 69 | 20    |
| 48    | 60 a 64 | 48    |
| 56    | 55 a 59 | 64    |
| 32    | 50 a 54 | 48    |
| 64    | 45 a 49 | 48    |
| 52    | 40 a 44 | 60    |
| 96    | 35 a 39 | 84    |
| 52    | 30 a 34 | 76    |
| 40    | 25 a 29 | 32    |
| 16    | 20 a 24 | 8     |
| 32    | 15 a 19 | 32    |
| 88    | 10 a 14 | 52    |
| 76    | 5 a 9   | 84    |
| 44    | 0 a 4   | 44    |

## Economia
El 2007 la població en edat de treballar era de 1.042 persones, 739 eren actives i 303 eren inactives. De les 739 persones actives 701 estaven ocupades (372 homes i 329 dones) i 38 estaven aturades (16 homes i 22 dones). De les 303 persones inactives 88 estaven jubilades, 126 estaven estudiant i 89 estaven classificades com a «altres inactius».

### Ingressos
El 2009 a Ay-sur-Moselle hi havia 588 unitats fiscals que integraven 1.560 persones, la mediana anual d'ingressos fiscals per persona era de 21.281,5 €.

### Activitats econòmiques
Dels 54 establiments que hi havia el 2007, 3 eren d'empreses extractives, 1 d'una empresa alimentària, 1 d'una empresa de fabricació de material elèctric, 3 d'empreses de fabricació d'altres productes industrials, 7 d'empreses de construcció, 16 d'empreses de comerç i reparació d'automòbils, 1 d'una empresa de transport, 5 d'empreses d'hostatgeria i restauració, 1 d'una empresa financera, 3 d'empreses immobiliàries, 5 d'empreses de serveis, 3 d'entitats de l'administració pública i 5 d'empreses classificades com a «altres activitats de serveis».
Dels 19 establiments de servei als particulars que hi havia el 2009, 4 eren tallers de reparació d'automòbils i de material agrícola, 2 paletes, 2 fusteries, 3 lampisteries, 1 electricista, 2 perruqueries, 4 restaurants i 1 agència immobiliària.
Dels 3 establiments comercials que hi havia el 2009, 1 era una botiga de més de 120 m², 1 una botiga de menys de 120 m² i 1 una peixateria.
L'any 2000 a Ay-sur-Moselle hi havia 3 explotacions agrícoles.

## Equipaments sanitaris i escolars
El 2009 hi havia una escola elemental.

## Poblacions més properes
El següent diagrama mostra les poblacions més properes.